# Roosevelt (Nova Jersey)
Roosevelt és una població dels Estats Units a l'estat de Nova Jersey. Segons el cens del 2008 tenia 907 habitants.

## Demografia
Segons el cens del 2000, Roosevelt tenia 933 habitants, 337 habitatges, i 258 famílies. La densitat de població era de 183,8 habitants/km².
Dels 337 habitatges en un 39,5% hi vivien nens de menys de 18 anys, en un 64,1% hi vivien parelles casades, en un 7,7% dones solteres, i en un 23,4% no eren unitats familiars. En el 18,7% dels habitatges hi vivien persones soles l'11,3% de les quals corresponia a persones de 65 anys o més que vivien soles. El nombre mitjà de persones vivint en cada habitatge era de 2,77 i el nombre mitjà de persones que vivien en cada família era de 3,17.
Per edats la població es repartia de la següent manera: un 27,8% tenia menys de 18 anys, un 5,9% entre 18 i 24, un 26,7% entre 25 i 44, un 27,5% de 45 a 60 i un 12,1% 65 anys o més.
L'edat mediana era de 40 anys. Per cada 100 dones de 18 o més anys hi havia 87,7 homes.
La renda mediana per habitatge era de 61.979 $ i la renda mediana per família de 67.019 $. Els homes tenien una renda mediana de 50.417 $ mentre que les dones 38.229 $. La renda per capita de la població era de 24.892 $. Aproximadament el 3,9% de les famílies i el 4,3% de la població estaven per davall del llindar de pobresa.

## Poblacions més properes
El següent diagrama mostra les poblacions més properes.